# 오초촌
오초촌(大長村)은 1956년까지 존재했던 히로시마현 도요타군에 있던 촌이다. 같은 오사키시모지마에서 인접한 미타라이정, 히사토모촌과 합병해 유타카정이 되어 지방자치단체로서의 역사를 마감했다. 현재의 구레시의 동남쪽의 일부에 해당한다.

## 참고문헌
- 가도카와 일본 지명 대사전 34 広島県
- 『市町村名変遷辞典』東京堂出版、1990年。